# كين نورتن
كين نورتن (2 نوفمبر 1932 - 16 يونيو 2018)  (بالإنجليزية: Ken Norton)‏ هو لاعب كريكت بريطاني.